# Кенні Беррелл
Ке́нні Бе́ррелл (англ. Kenny Burrell), повне ім'я Ке́ннет Ерл Бе́ррелл  (англ. Kenneth Earl Burrell; 31 липня 1931, Детройт, Мічиган) — американський джазовий гітарист. 

## Біографія
Народився 31 липня 1931 року в Детройті, штат Мічиган. Його матір співала у церкві; батько грав на банджо, а брати Біллі і Дональд на гітарі. У віці 12 років почав грати на гітарі. В основному був самоуком, однак брав уроки з клачисної гітари у 1952—53 роках. У 1955 році здобув бакалавра мистецтв з музичної композиції та теорії в Університеті Вейна.
Грав з Кенді Джонсоном (1949), Каунтом Белчером (1949), Томмі Барнеттом (1950). Очолював власне комбо та недовго працював з трубачем Діззі Гіллеспі, у 1951 році дебютував у студії з Гіллеспі на лейблі DeeGee (у сесії також взяли участь саксофоніст Джон Колтрейн, вібрафоніст Мілт Джексон і басист Персі Гіт). До 1955 року грав з вланими гуртами, коли його найняв Оскар Пітерсон, аби замінити Герба Елліса у своєму тріо. Переїхав до Нью-Йорка, де виступав зі своїм гуртом та різними комбо (1955—56).
У 1956 році зробив свій перший запис у студії в якості соліста на сесії для лейблу Blue Note, Introducing Kenny Burrell, технічно це була його друга сесія на лейблі, однак вона була випущена раніше. Працював з Бенні Гудменом (1957). З того часу очолював власні тріо, квартети і продовжував активно записуватися. У 1965 році записав альбом Guitar Forms з гуртом із 13 музикантів та аранжуванням Джила Еванса на Verve. Їздив на гастролі по Каліфорнії (1967), в Європу (1969). У 1969 році відкрив власний музичний клуб The Guitar в Нью-Йорку. Гастролював в Японії (1970 і 1971).
З 1971 року почав проводити різні семінари в коледжах, включаючи перший основний курс в США з музики композитора, піаніста і керівника оркестру Дюка Еллінгтона. У 1980-х і 1990-х продовжив виступати, записуватися і викладати; випустив декілька альбомів, зокрема Guiding Spirit (1989), Sunup to Sundown (1991), Collaboration з піаністом ЛаМонтом Джексоном (1994), Primal Blue (1995) і Love Is the Answer (1998).
У 2001 випустив A Lucky So and So на лейблі Concord, за яким послідував у 2003 році альбом Blue Muse. У 2005 році одержав найпрестижнішу нагороду в області американського джазу «Маестро джазу». Відсвяткував своє 75-річчя у 2006 році записавши концертний виступив, який випустив наступного року під назвою 75th Birthday Bash Live!. У 2010 випустив концертний альбом Be Yourself: Live at Dizzy's Club Coca-Cola, записаний у невеликому клубі при Лінкольн-центрі, а через два роки вийшов Special Requests (And Other Favorites): Live at Catalina's. У 2015 випустив The Road to Love, записаний у клубі Catalina's в Голівуді. Наступний концертний альбом з Catalina's під назвою Unlimited 1, вийшов у 2016 році за участі Лос-Анджелеського джазового оркестру. Є засновником і директор програми навчання з джазу в Каліфорнійському університеті у Лос-Анджелесі (UCLA), а також почесним президентом Фонду джазової спадщини.

## Дискографія
- Introducing Kenny Burrell (Blue Note, 1956)
- Kenny Burrell Volume 2 (Blue Note, 1956)
- Swingin' (Blue Note, 1956)
- All Night Long (Prestige, 1956)
- All Day Long (Prestige, 1957)
- Earthy (Prestige, 1957)
- Kenny Burrell (Prestige, 1957)
- 2 Guitars (Prestige, 1957) з Джиммі Рейні
- K. B. Blues (Blue Note, 1957 [вип. 1979])
- Monday Stroll (Savoy, 1957) з Френком Вессом
- Just Wailin' (New Jazz, 1958) з Гербі Менном, Чарлі Роузом, Мелом Волдроном
- Kenny Burrell and John Coltrane (Prestige, 1958) з Джоном Колтрейном
- Blue Lights Volume 1 (Blue Note, 1958)
- Blue Lights Volume 2 (Blue Note, 1958)
- On View at the Five Spot Cafe (Blue Note, 1959) з Артом Блейкі
- A Night at the Vanguard (Argo, 1959)
- Weaver of Dreams (Columbia, 1960–61)
- Bluesin' Around (Columbia, 1961–62 [вип. 1983])
- Bluesy Burrell (Moodsville, 1962)
- Midnight Blue (Blue Note, 1963)
- Crash! (Prestige, 1963) з Джеком Макдаффом
- Blue Bash! (Verve, 1963) з Джиммі Смітом
- Travelin' Light (Prestige, 1964) з Ширлі Скотт
- Soul Call (Prestige, 1964)
- Have Yourself a Soulful Little Christmas (Cadet, 1966)